# Hymns to the Silence
Hymns to the Silence es el vigésimo primer álbum de estudio del músico norirlandés Van Morrison, publicado por la compañía discográfica Polydor Records en 1991. El álbum, el primero doble en la trayectoria musical de Morrison, alcanzó el puesto cinco en la lista británica UK Albums Chart.

## Grabación
El álbum fue grabado en sesiones entre los Wool Hall Sudios y los Westside Studios de Londres, con Mick Glossop como ingeniero de sonido, salvo en «Take Me Back», grabada en los Pavilion Studios de Londres en 1990 con Martin Hayles como ingeniero.

## Canciones
Las canciones de Hymns to the Silence tratan principalmente sobre dos temas: la difícil relación del cantante con la industria musical, y un nostálgico anhelo por los años de su infancia en Belfast. «Why Must I Always Explain?» presenta la misma melodía que el tema de 1970 «Tupelo Honey». «Take Me Back», «On Hyndford Street» y «See Me Through Part II» suponen recuerdos aparentemente despreocupados de su infancia, si bien «Hyndford Street» hace una referencia más explícita a sentimientos espirituales en las palabras: «Feeling wondrous and lit up inside/With a sense of everlasting life» -en español: «Sentirse maravilloso y encendido por dentro / con un sentido de la vida eterna». La canción «Carrying a Torch» fue versionada por Tom Jones en su álbum epónimo, junto a otras tres composiciones de Hymns to the Silence.

## Recepción
En una reseña para la revista Time, Jay Cocks escribió: «Los himnos se centran y redefinen la temática de Morrison en su larga carrera, casi como un museo retrospectivo en marcha. Es profundamente autobiográfico, con especulaciones espirituales y una mitología para los temas».

## Lista de canciones
Todas las canciones escritas y compuestas por Van Morrison excepto donde se anota. 
| Disco uno |                                                        |              |          |  |
| N.º       | Título                                                 | Escritor(es) | Duración |  |
| 1.        | «Professional Jealousy»                                |              | 3:42     |  |
| 2.        | «I'm Not Feeling It Anymore»                           |              | 6:34     |  |
| 3.        | «Ordinary Life»                                        |              | 3:29     |  |
| 4.        | «Some Peace of Mind»                                   |              | 6:24     |  |
| 5.        | «So Complicated»                                       |              | 3:18     |  |
| 6.        | «I Can't Stop Loving You»                              | Don Gibson   | 3:54     |  |
| 7.        | «Why Must I Always Explain?»                           |              | 3:50     |  |
| 8.        | «Village Idiot»                                        |              | 3:13     |  |
| 9.        | «See Me Through, Pt. 2 (Just a Closer Walk With Thee)» | Tradicional  | 3:10     |  |
| 10.       | «Take Me Back»                                         |              | 9:11     |  |

| Disco dos |                              |                             |          |  |
| N.º       | Título                       | Escritor(es)                | Duración |  |
| 1.        | «By His Grace»               |                             | 2:34     |  |
| 2.        | «All Saints Day»             |                             | 2:28     |  |
| 3.        | «Hymns to the Silence»       |                             | 9:42     |  |
| 4.        | «On Hyndford Street»         |                             | 5:17     |  |
| 5.        | «Be Thou My Vision»          | Tradicional                 | 3:49     |  |
| 6.        | «Carrying a Torch»           |                             | 4:26     |  |
| 7.        | «Green Mansions»             |                             | 3:38     |  |
| 8.        | «Pagan Streams»              | Van Morrison, Mac Rebennack | 3:38     |  |
| 9.        | «Quality Street»             |                             | 3:57     |  |
| 10.       | «It Must Be You»             |                             | 4:08     |  |
| 11.       | «I Need Your Kind of Loving» |                             | 4:31     |  |

## Personal
- Van Morrison: guitarra, armónica, saxofón alto y voz.
- Haji Ahkba: fliscorno
- Derek Bell: sintetizador
- The Chieftains
- Terry Disley: piano
- Neil Drinkwater: acordeón, piano y sintetizador.
- Candy Dulfer: saxofón alto
- Dave Early: batería y percusión.
- Georgie Fame: piano, órgano Hammond y coros.
- Eddie Friel: piano, órgano Hammond y sintetizador.
- Steve Gregory: flauta y saxofón barítono.
- Carol Kenyon: coros
- Katie Kissoon: coros
- Steve Pearce: bajo
- Paul Robinson: batería
- Nicky Scott: bajo
- Kate St. John: corno inglés

## Posición en listas
| País           | Lista                    | Posición |
| -------------- | ------------------------ | -------- |
| Estados Unidos | Billboard 200            | 99       |
| Noruega        | Norwegian Albums Chart   | 12       |
| Nueva Zelanda  | New Zealand Music Charts | 12       |
| Países Bajos   | Mega Albums Top 100      | 34       |
| Reino Unido    | UK Albums Chart          | 5        |
| Suecia         | Swedish Albums Chart     | 10       |

## Certificaciones
| Fecha                | País           | Organismo certificador | Certificación | Ventas certificadas |
| -------------------- | -------------- | ---------------------- | ------------- | ------------------- |
| 1 de octubre de 1991 | Reino Unido    | BPI                    | Plata         | 60 000              |
| 9 de enero de 1992   | Estados Unidos | RIAA                   | Oro           | 500 000             |